# Jean-René de Jouenne d'Esgrigny
Jean-René de Jouenne d'Esgrigny  né à Paris le 7 décembre 1759 et mort à Alès (Gard) le 25 juillet 1831, est un militaire français d'une ancienne famille noble qui compte plusieurs brigadiers des armées dans les dix-septième et dix-huitième siècles. 

## Biographie
Il embrassa de bonne heure la carrière militaire ; quitta la France à la suite des troubles révolutionnaires et fit les campagnes de la Révolution française sous les ordres du prince de Condé.
La bravoure, dont il donna des preuves en plusieurs occasions, lui fit obtenir la croix de Saint-Louis le 25 août 1796.
Après le retour des Bourbons en 1814, le comte d'Esgrigny fut élevé par le roi Louis XVIII au grade de maréchal de camp et nommé aide de camp du prince de Condé, qu'il avait toujours suivi fidèlement, même aux jours du malheur.
Il fut ensuite appelé au commandement militaire du département de Saône-et-Loire, et nommé, le 29 octobre 1828, commandant de l'ordre de Saint-Louis.
À la Révolution de 1830, M. d'Esgrigny fut admis à la retraite et rentra dans la vie civile.
Il vivait à Aimargues.